# Haplomitriaceae
Haplomitriaceae je biljna porodica u diviziji jetrenjarki koja je ime dobila po rodu Haplomitrium sa 7 živih priznatih vrsta. Fosilni rod  †Gessella ima dvije vrste.
Ova porodica jedina je u redu Calobryales.
Takson Haplomitriales nije priznat, i sinonim je za Calobryales.

## Rodovi
1. †Gessella C. Poulsen
2. !!Haplomitrium Nees

Sinonimi:
1. Calobryum Nees = Haplomitrium (Calobryum) (Nees) R.M. Schust.
2. !Mniopsis Dumort. →Haplomitrium hookeri var. hookeri (Lyell ex Sm.) Nees
3. Rhopalanthus Lindb. →Haplomitrium mnioides
4. Steereomitrium E.O. Campb. →Haplomitrium minutum (E.O. Campb.) J.J. Engel & R.M. Schust.